# Gurískaya
Gurískaya (del ruso: Гури́йская), es una stanitsa del raión de Beloréchensk del krai de Krasnodar, en Rusia. Se sitúa en la orilla izquierda del río Pshish, afluente del Kubán, 24 km al suroeste de Beloréchensk y 64 km al sureste de Krasnodar, la capital del krai. Tenía 334 habitantes en 2011.
Pertenece al municipio Chernígovskoye.

## Historia
La localidad fue fundada en 1864. Debe su nombre a la milicia guriana, que participó en la Guerra del Cáucaso. Hasta 1920 pertenecía al otdel de Maikop del óblast de Kubán.